# نخستین عشق من
نخستین عشق من نام یک کتاب ادبی است که توسط ماکسیم گورکی، نویسندهٔ اهل روسیه نوشته شده‌است. این کتاب یکی از آثار ادبی برجستهٔ جهان است.